# 納夫倫西亞 (加利福尼亞州)
納夫倫西亞（英語：Navelencia）是位於美國加利福尼亞州弗雷斯諾縣的一個非建制地區。該地的面積和人口皆未知。

## 地理
納夫倫西亞的座標為36°41′00″N 119°23′08″W / 36.68333°N 119.38556°W，而該地的平均海拔高度為128米（即420英尺）。